# Урс Видмер
Урс Видмер (на немски: Urs Widmer) е швейцарски белетрист, драматург, есеист и автор на радиопиеси.

## Биография
Урс Видмер е роден на 21 май 1938 г. в Базел в семейството на баща преводач и литературен критик и майка – гимназиален учител. Поради професията на баща си Видмер още като дете влиза в досег с литературата и литературното поприще. Чест гост в дома им е немският писател Хайнрих Бьол, носител на Нобелова награда.
Видмер следва германистика, романистика и история в Базелския университет, университета на Монпелие и Парижкия университет. Завършва през 1966 г. с дипломна работа 1945 година или „Новият език“. Изследване върху прозата на „младото поколение“.
След дипломирането си Видмер работи като издателски редактор в Олтен, а посли и в издателство „Зуркамп“ във Франкфурт на Майн. От 1967 до 1987 г. живее в този град като писател на свободна практика. Пише литературна критика за в-к „Франкфуртер Алгемайне Цайтунг“ и преподава във Франкфуртския университет като доцент по нова немска литература.
През 1968 г. Видмер дебютира като писател с новелата „Алоис“. Става член на Немската академия за език и литература в Дармщат, на Немската академия за изобразително изкуство в Бенсхайм, на Академията на изкуствата в Берлин-Бранденбург и на Форум Щатпарк в Грац (вж. Грацка група).
Урс Видмер умира на 2 април 2014 г. след тежко боледуване. Погребан е в Цюрих, където живее до смъртта си.

## Творчество
Обемистото писателско дело на Урс Видмер обхваща романи, новели и разкази, есета, драми и радиопиеси. Смятан е за един от разностранните швейцарски писатели от по-ново време. Силата на творбите му произтича от фантастични и иронични разработки на тривиални сюжетни схеми от класическите приключенски истории и пътеописания, стигащи до пародия и сюрреалност.
Видмер желае да създава фикция, но при това „по възможност да направи доловима социалната действителност“.
След 2000 г. много от произведенията на Урс Видмер носят автобиографични черти. Към най-големите му публични успехи спада неговата (псевдо)автобиографична трилогия за майка му „Любовникът на мама“ (Der Geliebte der Mutter) 2000, за баща му „Книгата на татко“ (Das Buch des Vaters) 2004 и за себе си „Един живот като джудже“ (Ein Leben als Zwerg) 2006.
Най-успешната пиеса на Урс Видмер е Top Dogs (1996) – остра социална сатира.
Подобно на своя баща Урс Видмер се изявява и като преводач. Пресъздава на немски многобройни творби от френскоезични и англоезични автори.

### Проза
- Alois. Erzählung, 1968
- Die Amsel im Regen im Garten. Erzählung, 1971
- Die Forschungsreise. Abenteuerroman, 1974
- Schweizer Geschichten, 1975
- Die gelben Männer. Roman, 1976
- Vom Fenster meines Hauses aus. Prosa, 1977
- Hand und Fuss. Ein Buch, 1978
- Shakespeares Geschichten. Band 2. Stücke von Shakespeare nacherzählt, 1978
- Fotos, 1980
- Das Urs-Widmer-Lesebuch, 1980
- Das enge Land. Roman, 1981
- Liebesnacht. Erzählung, 1982
- Die gestohlene Schöpfung. Ein Märchen, 1984
- Indianersommer. Erzählung, 1985
- Das Verschwinden der Chinesen im neuen Jahr, 1987
- Auf, auf, ihr Hirten! Die Kuh haut ab! Kolumnen, 1988
- Der Kongreß der Paläolepidopterologen. Roman, 1989
- Das Paradies des Vergessens. Erzählung, 1990
- Der blaue Siphon. Erzählung, 1992
- Liebesbrief für Mary. Erzählung, 1993
- Im Kongo. Roman, 1996
- Vor uns die Sintflut. Geschichten, 1998
- Das Buch der Albträume (Mit Zeichnungen von Hannes Binder), 2000
- Der Geliebte der Mutter. Roman, 2000

Любовникът на мама, изд.: Жар – Жанет Аргирова, София (2002), прев. Ваня Пенева
- Das Buch des Vaters. Roman, 2004
- Ein Leben als Zwerg, 2006
- Valentin Lustigs Pilgerreise. Bericht eines Spaziergangs durch 33 seiner Gemälde, 2008
- Herr Adamson. Roman, 2009
- Stille Post. Kleine Prosa, 2011
- Reise an den Rand des Universums. Autobiografie, 2013

### Есеистика
- 1945 oder die „Neue Sprache“. Studien zur Prosa der „Jungen Generation“, 1966
- In uns und um uns und um uns herum, 1970
- Das Normale und die Sehnsucht. Essays und Geschichten, 1972
- Die sechste Puppe im Bauch der fünften Puppe im Bauch der vierten und andere Überlegungen zur Literatur, 1991
- Das Geld, die Arbeit, die Angst, das Glück, 2002
- Vom Leben, vom Tod und vom Übrigen auch dies und das. Frankfurter Poetikvorlesungen, 2007
- Beim Wiederlesen von „Alois“, 2007
- Der Traum vom herrschaftsfreien Arbeiten. 1968 – vom Suhrkamp Verlag zum Verlag der Autoren, 2011

### Драма
- Die lange Nacht der Detektive. Kriminalstück in drei Akten, 1973

Дългата нощ на детективите. Криминална пиеса в три действия, изд.: Black Flamingo, София (2015), прев. Владко Мурдаров
- Nepal. Stück in der Basler Umgangssprache, 1976
- Stan und Ollie in Deutschland, 1979
- Züst oder Die Aufschneider, 1979
- Dr neu Noah, 1984
- Alles klar. Stan und Ollie in Deutschland, 1988
- Jeanmaire. Ein Stück Schweiz, 1992
- Der Sprung in der Schüssel. Frölicher – ein Fest, 1992
- Sommernachtswut, 1993
- Top Dogs, 1996

Top dogs, изд.: Black Flamingo, София (2014), прев. Владко Мурдаров
- Die schwarze Spinne. Sommernachtswut, 1998
- König der Bücher. Bankgeheimnisse, 2001
- Münchhausens Enkel, 2012
- Das Ende vom Geld, 2012

### Радиодрама
- Wer nicht sehen kann, muss hören, 1969
- Henry Chicago, 1970
- Operette, 1971
- Aua 231, 1971
- Anna von hinten wie von vorne, 1971
- Tod und Sehnsucht, 1972
- Die Katze des Doktor Watson, 1972
- Das Überleben der unsterblichen Mimi, 1973
- Die schreckliche Verwirrung des Giuseppe Verdi, 1974
- Der Bergsteiger, 1974
- Fernsehabend, 1976
- Die Ballade von den Hoffnungen der Väter, 1976
- Die Zwerge in der Stadt, 1978
- Das Blasquartett oder 80 Fragen nach dem Glück, 1979
- Die Zehen der Elfen, 1981
- Indianersommer, 1984
- Dr neu Noah, 1984
- An die Freunde, 1986
- Der Besucher aus Kassel, 1986
- Der tolle Tonmeister, 1988
- Der Gott und das Mädchen, 1988
- Der Afrikaforscher, 1990
- Bottoms Traum, 1990
- Das gelöschte Band, 1992
- Die Frauen des Sultans, 1993
- Helmuts Brief, 1994
- Das Machthorn, 2005
- Das Ende vom Geld, 2012
- Vom Fenster meines Hauses aus, 2013

## Награди и отличия
- 1974: Karl-Sczuka-Preis
- 1975: „Награда на Швейцарска Фондация „Шилер““ за отделна творба
- 1976: Hörspielpreis der Kriegsblinden
- 1983: „Награда „манускрипте“
- 1985: „Награда на Швейцарска Фондация „Шилер“ за цялостно творчество
- 1989: „Литературна награда на Базел“
- 1992: „Награда на Югозападното радио“
- 1996: Literaturpreis der Stadt Zürich
- 1997: Kunstpreis der Gemeinde Zollikon
- 1997: 3sat-Innovationspreis
- 1997: „Мюлхаймска награда за драматургия“
- 1998: „Награда Хаймито фон Додерер“
- 2001: „Награда Бертолт Брехт“ на град Аугсбург
- 2001: „Награда Франц Набл“
- 2002: „Голяма литературна награда на Баварската академия за изящни изкуства“
- 2003: Mainzer Stadtschreiber
- 2004: „Награда на Швейцарска Фондация „Шилер““ за цялостно творчество
- 2007: Stiftungsgastdozentur Poetik an der Universität Frankfurt am Main[2]
- 2007: „Награда Фридрих Хьолдерлин на град Бад Хомбург“
- 2007: Prix littéraire Lipp (Genf)
- 2014: „Награда Якоб Васерман“ на град Фюрт[3]
- 2014: „Швейцарски литературни награди“